# Rio de Mel
Rio de Mel is een plaats (freguesia) in de Portugese gemeente Trancoso en telt 311 inwoners (2001).